# Parc national de Sehlabathebe
Le parc national de Sehlabathebe est situé dans les montagnes Maloti dans le district de Qacha Nek, au Lesotho, et fait partie du plus grand site du patrimoine mondial de Maloti-Drakensberg . Abritant à la fois une remarquable diversité biologique et un important patrimoine culturel, le parc a été créé le 8 mai 1969. Le paysage est dominé par des prairies de différents types. Le plus grand écosystème dans son ensemble remplit des fonctions inestimables, notamment l'approvisionnement en eau douce du Lesotho, de l'Afrique du Sud et de la Namibie.

## Histoire
Le parc, premier parc national du Lesotho et deuxième plus grand du pays, est isolé et accidenté. Sehlabathebe signifie le « bouclier du plateau ».

## Remarques
1. ↑  Ramutsindela, M. (2007) p 68
2. ↑  UNESCO World Heritage Centre, « Sehlabathebe National Park - UNESCO World Heritage Centre », unesco.org (consulté le 19 mars 2015)